# Radio Manía Mallorca
Radio Manía Mallorca es una emisora de radio que emite en la 96.6 de la Frecuencia modulada (FM) en Mallorca.
Su director-fundador es Alejandro Vidal, periodista deportivo de dilatada experiencia en Baleares, que compagina la radio con sus habituales artículos en el Diario de Mallorca.
Radio Manía Mallorca ofrece conexiones puntuales con Radio Marca, una emisora de radio de trascendencia nacional y que pertenece al diario deportivo Marca del grupo Recoletos.

## Dirección de contacto
C/ Jesús 34

07010 - Palma de Mallorca

Baleares

Teléfono: 971-498989